# Терморезистор

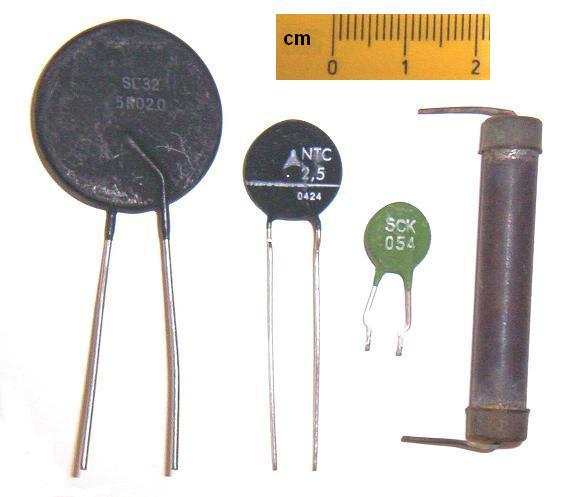
Термістори різної форми

Терморези́стор, термі́стор — напівпровідниковий резистор, активний електричний опір якого залежить від температури; терморезистори випускаються у вигляді стрижнів, трубок, дисків, шайб і намистинок; розміри варіюються від декількох мкм до декількох см.
Термісторами також називають термометри, в яких температура визначається за зміною електричного опору.

## Історія
Перший термістор з негативним температурним коефіцієнтом був створений у 1833 році Майклом Фарадеєм, який виявив напівпровідникову поведінку сульфіду срібла. Фарадей помітив, що опір сульфіду срібла різко зменшується при підвищенні температури (цей дослід був також першим документованим спостереженням напівпровідникового матеріалу).
Оскільки перші термістори були складними у виготовленні і застосування технології було обмеженим, промислове виробництво терморезисторів почалося лише після 1930 року. Перший життездатний комерційний зразок термістора був винайдений Самуелем Рубеном у 1930 році (патент США U.S. Patent 2 021 491).

## Загальний опис

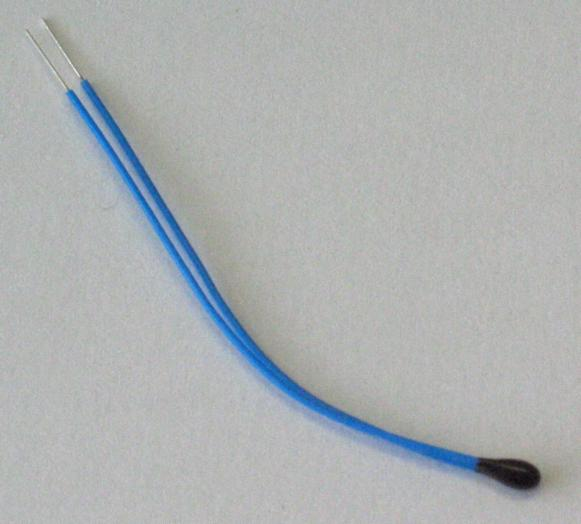
Датчик температури на основі термістора

Умовне позначення на електричній схемі

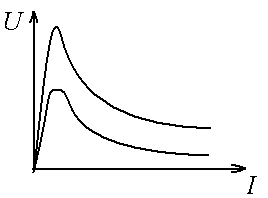
Вольт-амперна характеристика (ВАХ) для позистора

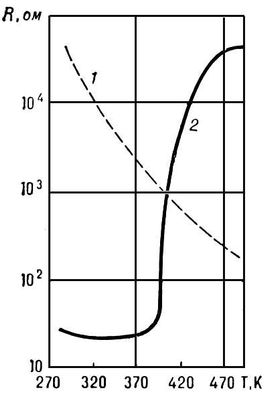
Залежність опору термістора від температури. 1: для R<0.2: для R>0

Для термістора характерні великий температурний коефіцієнт опору (ТКО) (у десятки раз перевищує цей коефіцієнт для металів), простота використання, здатність працювати в різних кліматичних умовах при значних механічних навантаженнях, стабільність характеристик у часі.
Терморезистори виготовляють у вигляді стрижнів, трубок, дисків, шайб, намистинок і тонких пластинок переважно методами порошкової металургії. Їхні розміри можуть варіюватися в межах від 1—10 мкм до 1—2 см.
Основними параметрами терморезистора є: номінальний опір, температурний коефіцієнт опору, інтервал робочих температур, максимально припустима потужність розсіювання.
Розрізняють терморезистори з негативним (NTC-термістори, від англ. «Negative Temperature Coefficient») і позитивним (PTC-термістори, від англ. «Positive Temperature Coefficient», або просто — позистори) температурним коефіцієнтом опору (ТКО).
Терморезистори з негативним ТКО виготовляють із суміші полікристалічних оксидів перехідних металів (наприклад, MnO, CoO, NiO, CuO), легованих Ge і Si, напівпровідників типу AIII BV, скловидних напівпровідників і інших матеріалів.
Розрізняють терморезистори низькотемпературні (розраховані на роботу при температурах нижче 170 К), середньотемпературні (170—510 К) і високотемпературні (вище 570 К). Крім того, існують терморезистори, призначені для роботи при 4,2 К и нижче й при 900—1300 К.
Найбільш широко використовуються середньотемпературні терморезистори із ТКО від — 2,4 до —8,4 %/ К і номінальним опором 1—106 Ом.
Режим роботи терморезисторів залежить від того, на якій ділянці статичної вольт-амперної характеристики (ВАХ) обрана робоча точка. У свою чергу ВАХ залежить як від конструкції, розмірів і основних параметрів терморезистора, так і від температури теплопровідності навколишнього середовища, тепловому зв'язку між терморезистором і середовищем. Терморезистори з робочою точкою на початковій (лінійній) ділянці ВАХ використовуються для виміру й контролю температури й компенсації температурних змін параметрів електричних кіл і електронних приладів. Терморезистори з робочою точкою на спадній ділянці ВАХ (з негативним опором) застосовуються як пускові реле, реле часу, вимірники потужності електрогмагнітного випромінювання на НВЧ, стабілізатори температури й напруги. Режим роботи терморезистора, при якому робоча точка перебуває також на спадаючій ділянці ВАХ (при цьому використовується залежність опору терморезистора від температури й теплопровідності навколишнього середовища), характерний для терморезисторів, застосовуваних у системах теплового контролю й пожежної сигналізації, регулювання рівня рідких і сипучих середовищ; дія таких терморезисторів заснована на виникненні релейного ефекту в ланцюзі з терморезистором при зміні температури навколишнього середовища або умов теплообміну терморезистора з середовищем.
Виготовляються також терморезистори спеціальної конструкції — з непрямим підігрівом. У таких терморезисторах є обмотка підігріву, ізольована від напівпровідникового резистивного елемента (якщо при цьому потужність, що виділяється в резистивному елементі, мала, то тепловий режим терморезистора визначається температурою підігрівника, тобто струмом у ньому). Таким чином, з'являється можливість змінювати стан терморезистора, не міняючи струм через нього. Такий терморезистор використовується як змінний резистор, керований електрично на відстані.
З терморезисторів з позитивним температурним коефіцієнтом найбільший інтерес являють терморезистори, виготовлені із твердих розчинів на основі BaTiO3. Такі терморезистори звичайно називають позисторами. Відомі терморезистори з невеликим позитивним температурним коефіцієнтом (0,5—0,7 %/ К), виконані на основі кремнію з електронною провідністю; їхній опір змінюється з температурою приблизно за лінійним законом. Такі терморезистори використовуються, наприклад, для температурної стабілізації електронного обладнання на транзисторах.
Варто відзначити, що графік зображений на малюнку «Вольт-амперна характеристика (ВАХ) для позистора» незручний, тому що неправильно розташовані осі — потрібно поміняти їх місцями. Для одержання ВАХ термістора графік необхідно повернути вліво на 90 градусів й інвертувати по вертикалі.

## Рівняння Стейнхарта—Харта
Для точних вимірювань температури в широкому діапазоні значень крива залежності має бути описана більш детально, ніж це робить лінійна залежність. Найчастіше для цього використовується рівняння Стейнхарта—Харта, яке дає наближення третього порядку і має такий вигляд:
{\displaystyle {1 \over T}=A+B\ln(R)+C[\ln(R)]^{3}}
де:
- {\displaystyle T} — абсолютна температура (у Кельвінах),
- {\displaystyle R} — опір при температурі T (Ом),
- {\displaystyle A}, {\displaystyle B}, {\displaystyle C} — коефіцієнти Стейнхарта—Харта, які варіюються залежно від типу і моделі термістора і від діапазону температур.

Для вираження опору як функції температури, вище поданий вираз може бути поданий як:
{\displaystyle R=\mathrm {exp} \left[{{\left(x-{1 \over 2}y\right)}^{1 \over 3}-{\left(x+{1 \over 2}y\right)}^{1 \over 3}}\right]}
де
{\displaystyle {\begin{aligned}y&={1 \over c}\left(a-{1 \over T}\right)\\x&={\sqrt {\left({\frac {b}{3c}}\right)^{3}+\left({\frac {y}{2}}\right)^{2}}}\end{aligned}}}
Похибка рівняння Стейнхарта—Харта, як правило, менша за 0.02 °C при вимірюванні температури в діапазоні 200 °C.

## Застосування
На основі термісторів розроблені системи і пристрої дистанційного та централізованого вимірювання і регулювання температури, пожежної сигналізації та теплового контролю, температурної компенсації різних елементів електричного кола, вимірювання вакууму та швидкості руху рідин і газів та ін., також термістори часто використовуються для обмеження пускових струмів імпульсних блоків живлення.